# 49-та паралель південної широти
49-та паралель південної широти — лінія широти, що лежить на 49 градусів південніше земної екваторіальної площини. Вона проходить через Атлантичний океан, Індійський океан, Тихий океан та Південну Америку.
На цій широті під час літнього сонцестояння сонце видно 16 годин 12 хвилин, а під час зимового сонцестояння — 8 годин 14 хвилин.

## Список географічних об'єктів, що перетинає 49° пд. ш.
Починаючи з Гринвіцького меридіану та рухаючись на схід, 49-та паралель південної широти проходить через:
| Координати                                                  | Країна, територія або море                  | Примітки |
| ----------------------------------------------------------- | ------------------------------------------- | --- |
| 49°0′ пд. ш. 0°0′ сх. д. / 49.000° пд. ш. 0.000° сх. д.     | Атлантичний океан                           | |
| 49°0′ пд. ш. 20°0′ сх. д. / 49.000° пд. ш. 20.000° сх. д.   | Індійський океан                            | |
| 49°0′ пд. ш. 68°48′ сх. д. / 49.000° пд. ш. 68.800° сх. д.  | Французькі Південні і Антарктичні Території | Проходить через архіпелаг Кегерлен                                                                           |
| 49°0′ пд. ш. 69°36′ сх. д. / 49.000° пд. ш. 69.600° сх. д.  | Індійський океан                            | |
| 49°0′ пд. ш. 147°0′ сх. д. / 49.000° пд. ш. 147.000° сх. д. | Тихий океан                                 | Проходить північніше островів Антиподів, Нова Зеландія                                                       |
| 49°0′ пд. ш. 75°35′ зх. д. / 49.000° пд. ш. 75.583° зх. д.  | Чилі                                        | Магальянес — проходить через острів Веллінгтон, Англійську протоку[en] та материк Айсен — приблизно на 36 км |
| 49°0′ пд. ш. 72°59′ зх. д. / 49.000° пд. ш. 72.983° зх. д.  | Аргентина                                   | Санта-Крус                                                                                                   |
| 49°0′ пд. ш. 67°31′ зх. д. / 49.000° пд. ш. 67.517° зх. д.  | Атлантичний океан                           | |